# Jacana
Jacana là một chi chim trong họ Jacanidae.

## Giới thiệu
Loài vật này đặc biệt ở chỗ có khả năng đi bộ trên mặt nước, nhờ cấu tạo đôi chân của chúng gồm những ngón dài, cho phép phân bổ trọng lượng  đều hơn khi giẫm lên các loài thực vật nổi trên nước. Loài chim này vốn rất nhát, nên việc chụp ảnh chúng ngoài tự nhiên là tương đối khó.
Chim Jacana không có tập tính kết đôi gắn bó, sau khi con cái đẻ trứng sẽ bỏ lại cho con đực chăm sóc, con cái tìm kết đôi với con đực mới.